# Kumiko Nishioka
Kumiko Nishioka (西岡 久美子, Nishioka Kumiko, 1954) é uma matemática japonesa, professora da Universidade Keio, especialista em números transcendentais e conhecida por suas pesquisas sobre a teoria das funções de Mahler e transcendentes de Painlevé. Em 1996 publicou o primeiro texto compreensivo sobre transcendência de funções de Mahler, Mahler Functions and Transcendence, estendendo e generalizando o método de Mahler. Seu marido Keiji Nishioka é também um matemático e co-autor.